# STS-62-A
STS-62-A – planowana przed katastrofą Challengera misja promu kosmicznego Discovery. Miała trwać od 17 do 28 lipca 1986. Pierwsza misja promu, której start miał się odbyć z kosmodromu Vandenberg w Kalifornii.

## Załoga
- Robert Crippen (5) – dowódca
- Guy Gardner (1) – pilot
- Dale Gardner (3) – specjalista misji
- Jerry Ross (2) – specjalista misji
- Michael Mullane (2) – specjalista misji
- Brett Watterson (1) – specjalista misji
- Edward Aldridge (1) – specjalista ładunku